# 阿尔宾
阿尔宾是奥地利上奥地利州佩尔格县的一个市镇。总面积12平方公里，总人口1335人，人口密度111.3人/平方公里（2005年）。